# Battaglia di Delhi (1803)
La battaglia di Delhi ebbe luogo l'11 settembre 1803, durante la Seconda guerra anglo-maratha, tra le truppe del Regno Unito guidate dal generale Gerard Lake e l'esercito maratha della dinastia Scindia guidati dai generali Louis Bourquin e Daulat Rao Scindia.

## Eventi
"Bourquin tradì e abbandonò il suo ex amico il generale Perron, per impossessarsi del comando dei suoi diciotto battaglioni" La battaglia fu combattuta a Gharonda Neemka Bangar nel distretto di Delhi Est, oltre al fiume Yamuna vicino alla Tomba di Humayun.

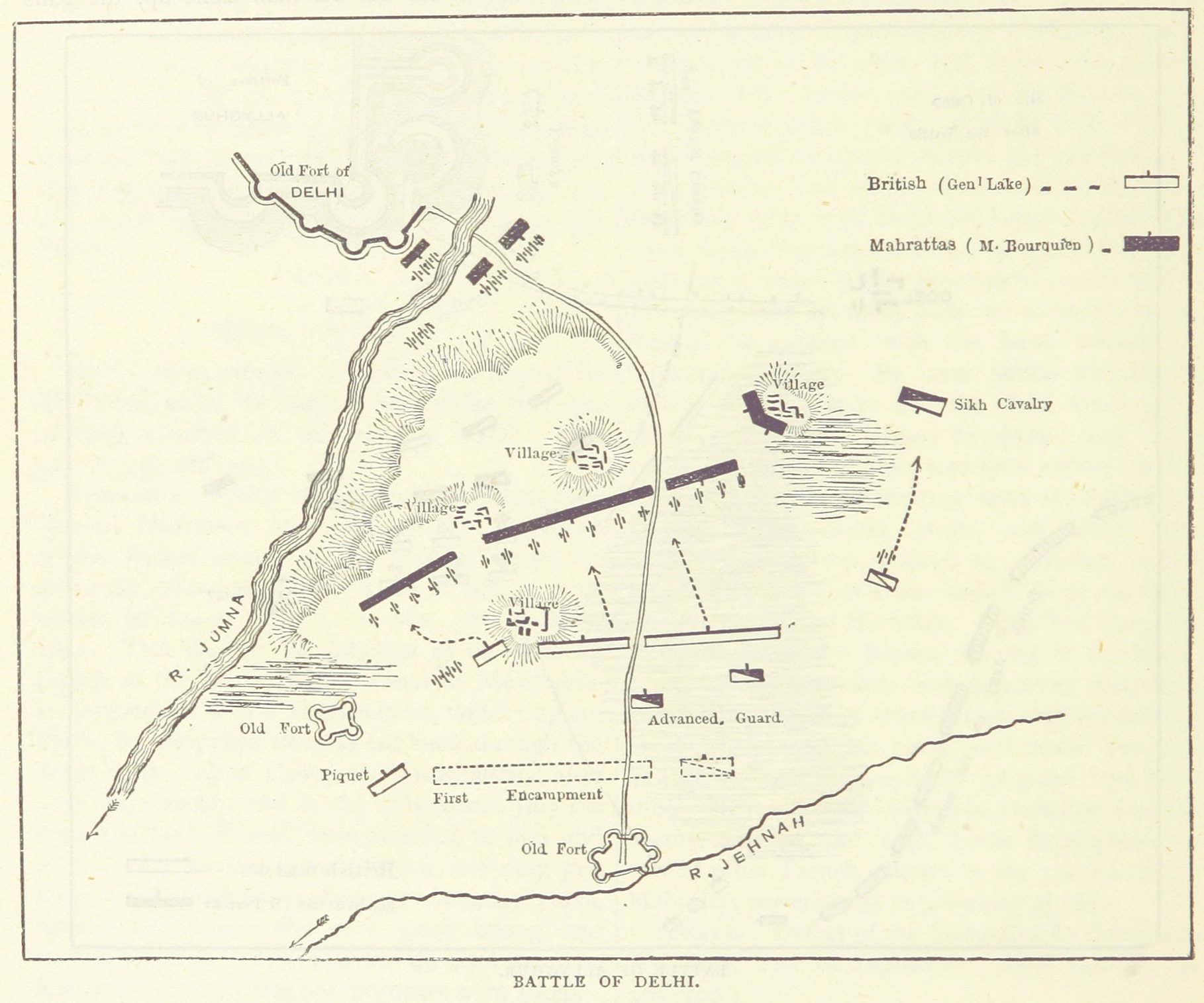
Una mappa della battaglia

I maratti inizialmente si posizionarono nella parte posteriore del fiume per avere un'ottima copertura. Quando però il generale Gerard Lake, finse una ritirata, i maratti furono attirati verso le loro linee e quando i britannici si girarono verso di essi furono spinti con l'ausilio della baionetta verso il fiume, la quale causò molte perdite tra le file maratte. Alla fine, Delhi cadde tre giorni dopo. Di conseguenza, il controllo amministrativo della città passò agli inglesi.
Un monumento commemorativo fu successivamente eretto nella zona di Gharonda Neemka Bangar, segnato da un fosso circostante, la quale ricorda i caduti durante la battaglia da entrambi i due fronti.